# Colimes (Ecuador)
Colimes ist eine Kleinstadt und die einzige Parroquia urbana im Kanton Colimes der ecuadorianischen Provinz Guayas. Die Parroquia besitzt eine Fläche von 544,1 km². Beim Zensus 2010 betrug die Einwohnerzahl der Parroquia 17.307. Davon lebten 6191 Einwohner im urbanen Bereich von Colimes.

## Lage
Die Parroquia Colimes liegt im Tiefland im Norden der Provinz Guayas. Im äußersten Osten reicht die Parroquia bis zum Río Daule. Dessen rechter Nebenfluss Río Colimes (im Oberlauf Río Paján) durchquert das Areal in östlicher Richtung und entwässert es dabei. Im Westen reicht die Parroquia bis zu den östlichen Ausläufern der Cordillera Costanera. Die 25 m hoch gelegene Stadt Colimes befindet sich 70 km nordnordwestlich der Provinzhauptstadt Guayaquil am Westufer des Río Daule.
Die Parroquia Colimes grenzt im Westen an die Provinz Manabí mit der Parroquia Alejo Lascano (Kanton Paján) und dem Kanton Olmedo, im Norden an den Kanton Balzar, im äußersten Osten an die Provinz Los Ríos mit der Parroquia Vinces (Kanton Vinces), im Südosten an den Kanton Palestina sowie im Südwesten an die Parroquia San Jacinto.

## Geschichte
Die Parroquia Colimes wurde am 30. August 1869 gegründet. Mit der Schaffung des Kantons Colimes am 29. April 1988 wurde Colimes eine Parroquia urbana und Sitz der Kantonsverwaltung. Zuvor gehörte die Parroquia zum Kanton Balzar.